# عمل فني

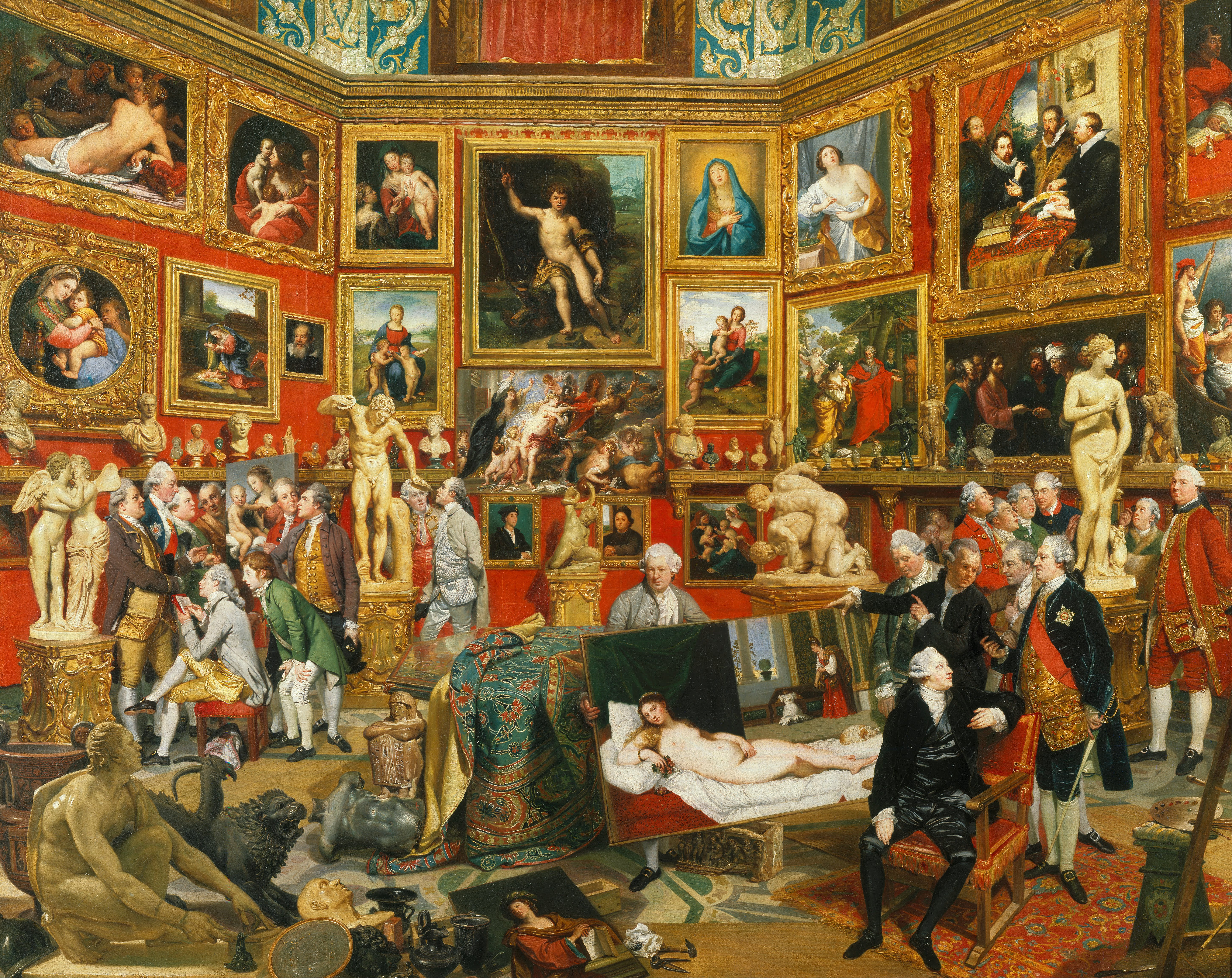

العمل الفني في مجال الفنون البصرية هو اثنين أو ثلاثة من وجوه الأبعاد المادية وهو مصمم مهنيا أو من جهة أخرى يعتبر إنجازات أساسيه مستقله ذات وظيفه جماليه. الفن الاحادي المحسوس كثيرا ما ينظر في سياق أكبر حركة فنية أو عصر فني ومن الأمثلة عليها:النوع، الاتفاقية الجمالية، الثقافة أو تمييز الإقليمية الوطنية.و يمكن أيضا اعتباره عنصر داخلي وأساسي لفن «عمل» أو تطبيق. المصطلح يستخدمه عادة في : المتحف والتراث الثقافي، والجمهور المهتم بالأمر، وراعي الفنون-المجتمع الخاص بجمع الفنون، والمعارض الفنية
الأشياء المادية التي توثق الأشياء المعنويه أو أعمالا فنية تعتمد على الفهم، لكن بشرط ان لا تتوافق مع الاتفاقيات الفنية التي يمكن إعادة تعريفها وإعادة تصنيفها كالتحف الفنية. وتلقى بعض دادا والنيو-دادا المفاهيمي والأشغال الجاهزة للإدراج لاحقا. أيضا، بعض الأدوات المعمارية ونماذج لبعض المشاريع، مثل طريق فيتروفيو، ليوناردو دا فينشي، وفرانك لويد رايت، و[[Frank Gehry|فرانك وغيرهاالكثير.
منتجات التصميم البيئي، اعتماداً على نية وقصد التنفيذ، يكون العمل الفني وتشمل :فن الأرض، فن خاص بالموقع، الهندسة المعمارية، البستنة وهندسة المناظر الطبيعية، الفن التثبيت، فن الصخور، والمعالم.
تستخدم التعاريف القانونية من "عمل فني" في قانون حقوق التأليف والنشر ؛ انظر الفنون البصرية #United الدول الأمريكية لتعريف حقوق التأليف والنشر للفنون البصرية.